# Cendrillon (fromage)
Pour les articles homonymes, voir Cendrillon (homonymie).
Le Cendrillon est un fromage de chèvre québécois produit dans la ville de Saint-Raymond par la Maison Alexis de Portneuf, propriété de Saputo. Il a été sacré "Meilleur fromage au monde" lors des World Cheese Awards en 2009 devant 2440 autres produits provenant de 34 pays.  C'était la première fois en 21 ans que le prix était attribué à un fromage ne provenant pas d'Europe. 